# Faseolamine
Faseolamine is een alfa-amylase-remmer die een inhoudsstof is van de witte boon. 
Door inname van faseolamine wordt het spijsverteringsenzym alfa-amylase geremd, waardoor complexe koolhydraten niet worden omgezet in enkelvoudige koolhydraten zoals glucose. Hierdoor wordt de opname van koolhydraten in de darmen geremd. De niet-opgenomen koolhydraten verlaten het lichaam op natuurlijke wijze. Om deze reden wordt faseolamine gebruikt in afslankmiddelen. 